# ادبیات بلاروسی

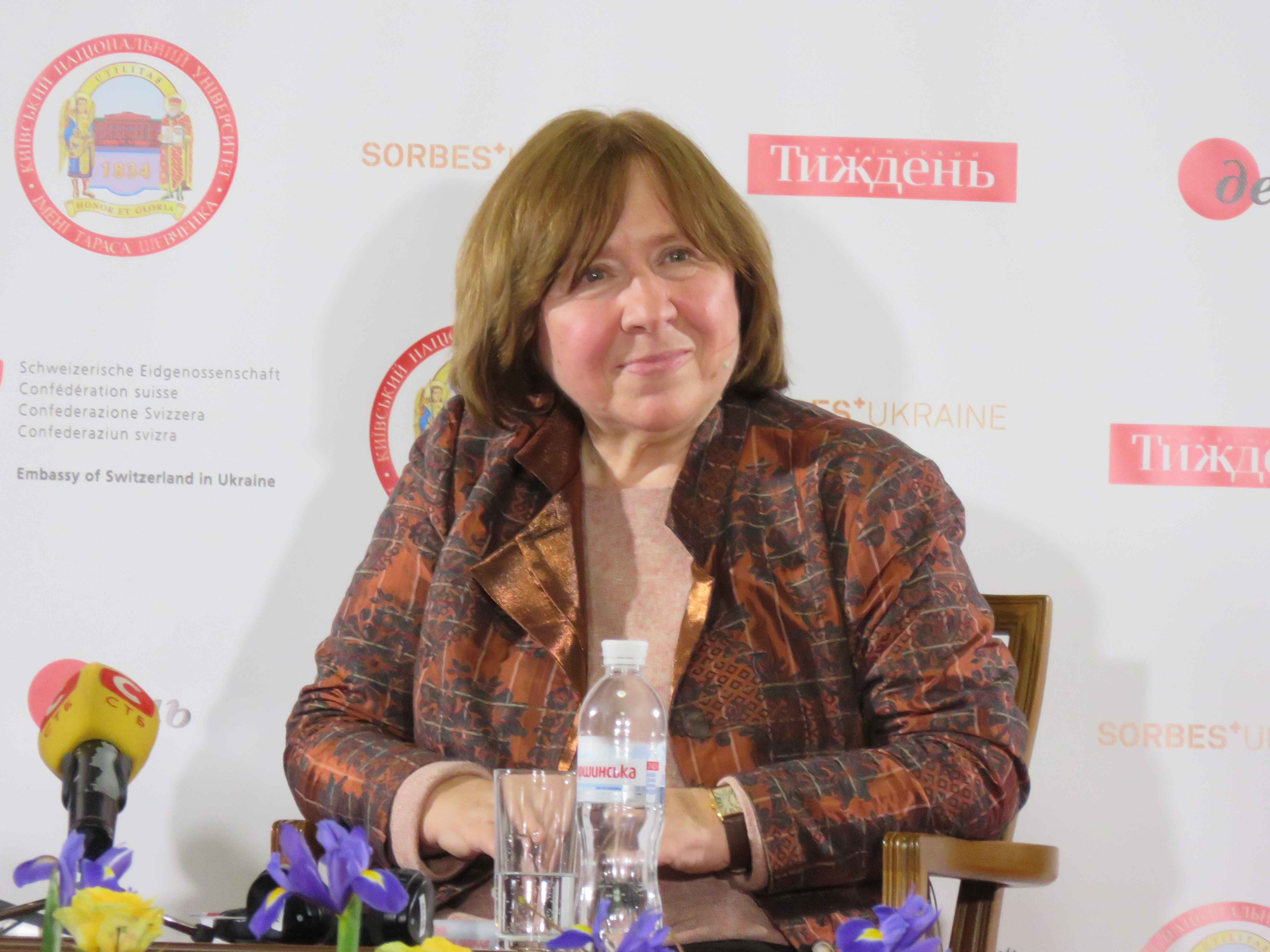
سوتلانا الکسیویچ برنده جایزه نوبل ادبیات ۲۰۱۵ شد.

ادبیات بلاروسی (بلاروسی: Беларуская лiтаратура) به نوتشجات به‌صورت نثر و نظم خلق‌شده توسط سخنوران (نه لزوماً بومی) زبان بلاروسی اشاره دارد. در سال ۲۰۱۵، روزنامه‌نگار تحقیقی و نویسنده نثر بلاروسی، سوتلانا الکسیویچ، جایزه نوبل ادبیات را «برای نوشته‌های چندنثر موزون مقفی او، یادمانی از رنج کشیدن و شجاعت در زمانه ما» برد.